# Evaluación formativa
La evaluación formativa o evaluación formadora  incluye todas aquellos procesos evaluación que los profesores, o estudiantes, llevan a cabo durante el proceso de aprendizaje con el fin de mejorar las actividades de enseñanza y aprendizaje para adaptarse a las necesidades de los estudiantes. Generalmente implica una retroalimentación cualitativa (en lugar de calificaciones) tanto para el estudiante como para el docente, que se centra en los detalles del contenido y el desempeño.  La evaluación formativa se suele contrastar con la evaluación sumativa, que busca monitorear los resultados educativos, a menudo con fines de rendición de cuentas externa.

## Definición
La evaluación formativa constituye una parte esencial del proceso de enseñanza y aprendizaje, cuyo propósito principal es mejorar y regular estos procesos mientras se están desarrollando. A diferencia de la evaluación sumativa, orientada a valorar los resultados obtenidos al finalizar una secuencia didáctica, la evaluación formativa se implementa de manera continua y sistemática durante el proceso educativo, con el fin de ofrecer información útil tanto al docente como al estudiante, fomentando así la independencia de este último.
Este tipo de evaluación es siempre contemporánea al aprendizaje y se encuentra orientada a su mejora, operando como una herramienta pedagógica que permite tomar decisiones didácticas fundamentadas. Su carácter formativo no se limita a verificar logros o errores, sino que busca comprender cómo se produce el aprendizaje, identificar obstáculos, anticipar dificultades y generar estrategias que favorezcan el avance académico del alumno. Las evaluaciones formativas brindan retroalimentación durante el proceso de enseñanza y aprendizaje acerca de lo que los estudiantes están o no aprendiendo, de modo que los enfoques de instrucción, los materiales de enseñanza y el apoyo académico se puedan modificar según sus necesidades.
Hay autores que destacan la centralidad de la evaluación formativa como una enseñanza reflexiva, flexible y sujeta a cambios, que comprende las diferentes capacidades de aprendizaje del alumnado considerando su carácter individual. Michael Scriven fue uno de los primeros en diferenciarla de la evaluación sumativa, definiéndola como aquella que evalúa el proceso más que el producto final o el resultado. Por otro lado, Perrenoud la concibe como una forma de regulación del aprendizaje, que debe ser ejercida de manera activa por el docente, y en algunos casos también por el estudiante. Ésta última es denominada “evaluación formadora” según el autor Jean-Louis Bonniol, quien la define como aquella práctica que consiste en la regulación ejercida por el mismo alumno. Bajo esta misma premisa, Carol Boston sostiene que la evaluación es formativa cuando el tipo de enseñanza y aprendizaje se adapta a las necesidades de los estudiantes.
La evaluación formativa necesita de un proceso continuo de controles y equilibrios en los procesos de enseñanza y aprendizaje. De esta forma, los profesores pueden comprobar con frecuencia el progreso de sus alumnos y la eficacia de su propia práctica,  permitiendo así la autoevaluación del estudiante y de las prácticas. La práctica en el aula es formativa en la medida en que la evidencia sobre el logro estudiantil es obtenida, interpretada y utilizada por los maestros, los estudiantes o sus pares para tomar decisiones sobre los próximos pasos en la instrucción, las cuales probablemente sean mejores, o mejor fundamentadas, que las decisiones que se habrían tomado en ausencia de la evidencia obtenida.
Es por esto que se entiende a la evaluación formativa no únicamente como un medio para valorar conocimientos, sino también como una instancia clave para construir aprendizajes significativos, promover la reflexión crítica y garantizar una enseñanza de calidad, que logre comprender las necesidades reales de los sujetos que aprenden.

## Origen del término
Michael Scriven acuñó los términos evaluación formativa y sumativa en 1967, enfatizando las diferencias entre sus metas y sus usos.
Para Scriven, la evaluación formativa es la que se encargaba de recopilar la información necesaria para evaluar la eficacia de un currículo para así orientar las decisiones del sistema escolar respecto de qué currículo adoptar y cómo mejorarlo.
Benjamin Bloom retomó el término en 1968 en el libro Learning for Mastery para considerar la evaluación formativa ya no solo como una herramienta para los currículos y sistemas escolares, sino también para mejorar el proceso de enseñanza y aprendizaje de los estudiantes. Su libro posterior de 1971, Handbook of Formative and Summative Evaluation, escrito con Thomas Hasting y George Madaus, mostró cómo las evaluaciones formativas podían vincularse a unidades de instrucción en una variedad de áreas de contenido.  Es este enfoque el que refleja el significado generalmente aceptado del término hoy en día.

## Evaluación formativa versus Evaluación sumativa
La evaluación formativa implica la obtención rigurosa de datos y la valoración de los mismos durante el proceso de evaluación y su finalidad es mejorar o perfeccionar el modo de evaluación. Esto quiere decir que hay que realizar la evaluación formativa simultáneamente con la actividad a evaluar, de esta forma se pueden detectar rápidamente dificultades para poder implementar métodos didácticos que las superen. Mientras que la evaluación sumativa, la cual es la más utilizada, tiene como objetivo el asegurarse que el producto evaluado se adecue al sistema, la evaluación formativa se asegura que ese sistema sea el adecuado para los involucrados en el proceso de evaluación. 
| Evaluación formativa                                                            | Evaluación sumativa |
| ------------------------------------------------------------------------------- | --- |
| Se aplica durante el proceso de evaluación.                                     | Se aplica una vez que finaliza el proceso de evaluación.                                                                                                   |
| Se incorpora durante el proceso de evaluación, siendo parte integral del mismo. | Se incorpora al final del proceso de evaluación, no forma parte de él.                                                                                     |
| Su objetivo es mejorar el proceso evaluado.                                     | Su objetivo es determinar si se alcanzaron los objetivos pactados en el proceso de evaluación y valorar de forma positiva o negativa el producto evaluado. |
| Permite tomar medidas inmediatas.                                               | Permite tomar medidas a largo plazo. |

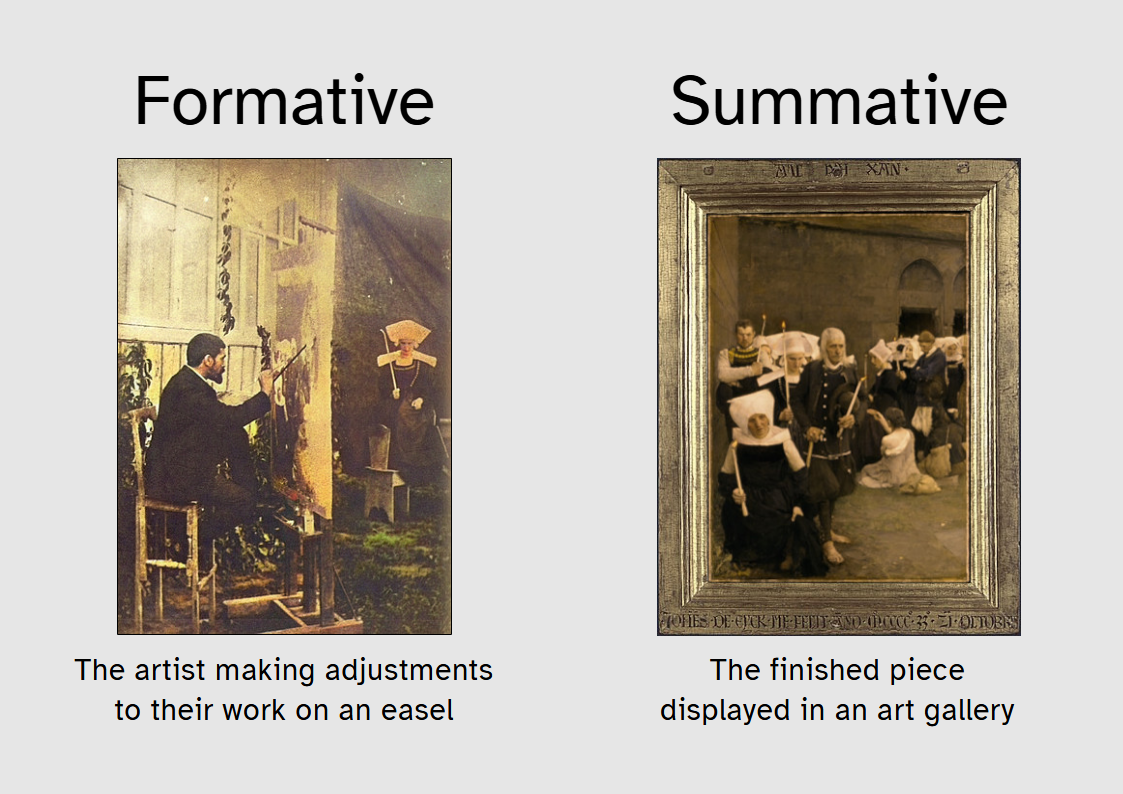
Evaluaciones formativas vs. sumativas

A pesar de sus diferencias, es importante comprender que tanto la evaluación formativa como la evaluación sumativa son métodos de evaluación que mejoran el proceso de aprendizaje y educativo. Estas evaluaciones no son excluyentes una de la otra y se recomienda utilizar ambas de forma complementaria y efectiva.

## Características
Desde una perspectiva psicopedagógica, la evaluación formativa puede entenderse como un proceso que se articula de manera constante con la enseñanza y cuya principal función es acompañar el aprendizaje, respondiendo a los avances y necesidades que se manifiestan durante su desarrollo. A diferencia de la evaluación sumativa, que se aplica al finalizar una etapa y se centra en medir resultados, la evaluación formativa se implementa mientras el aprendizaje ocurre, permitiendo ajustes y mejoras sobre la marcha.
Entre las características principales de esta forma de evaluación se pueden señalar las siguientes:
- Función reguladora del aprendizaje: permite al docente intervenir a tiempo para modificar sus propuestas didácticas o estrategias de enseñanza, a partir de la información que surge de la observación del trabajo de los estudiantes.
- Proceso continuo e integrado: no es una práctica aislada, sino que está incorporada en la dinámica de enseñanza diaria. Su aplicación no se limita a un momento específico del ciclo escolar, sino que se distribuye a lo largo de toda la experiencia educativa.
- Fomento de la autorregulación y la co-regulación: no solo el docente toma decisiones en función de lo que observa, sino que se promueve que los estudiantes reflexionen sobre su propio aprendizaje, identifiquen sus fortalezas y debilidades, y puedan actuar en consecuencia. La interacción entre docente y estudiante es clave en este proceso.

Además, se reconoce su carácter contextualizado, ya que esta evaluación debe adaptarse a las realidades sociales y culturales del entorno escolar, considerando también las trayectorias previas y características individuales del alumnado.
Cuando se lleva a cabo con un enfoque formativo, la evaluación no se limita a asignar calificaciones, sino que se convierte en una herramienta para comprender cómo están aprendiendo los estudiantes. El análisis del proceso permite no solo detectar obstáculos, sino también implementar estrategias cognitivas y metacognitivas que potencien el desarrollo de competencias, promuevan la autonomía y estimulen la motivación.

### Etapas del proceso de evaluación formativa
La evaluación formativa puede organizarse como un proceso que involucra distintas fases, con el objetivo de mejorar tanto la enseñanza como el aprendizaje. Una de las propuestas más sintéticas identifica tres momentos esenciales:
- Recopilación de información: implica observar y recoger datos sobre las producciones, intervenciones o comportamientos de los estudiantes mientras aprenden.
- Análisis e interpretación: una vez obtenida la información, se interpreta a la luz de los objetivos propuestos y se identifican dificultades o logros que permiten comprender el estado del proceso de aprendizaje.
- Toma de decisiones pedagógicas: con base en ese análisis, el docente ajusta su intervención, reformula actividades o modifica la forma de acompañar a los estudiantes, con la intención de facilitar el avance de cada uno.

Desde otra perspectiva más amplia, se propone una secuencia de siete momentos que permite organizar y sistematizar el proceso de evaluación:
1. Definir los aprendizajes esperados.
2. Diseñar las propuestas considerando el contexto y características del grupo.
3. Implementar las actividades planificadas con flexibilidad.
4. Evaluar de forma continua durante el proceso.
5. Incluir instancias de autoevaluación por parte de los estudiantes.
6. Brindar retroalimentación clara y constructiva.
7. Realizar ajustes en la enseñanza para responder a los resultados obtenidos.

Estas etapas, ya sea que se presenten en forma más sintética o más desarrollada, comparten una misma finalidad: contribuir a que el proceso educativo sea más consciente, flexible y centrado en el aprendizaje significativo de todos los estudiantes.
Momentos de la evaluación formativa:

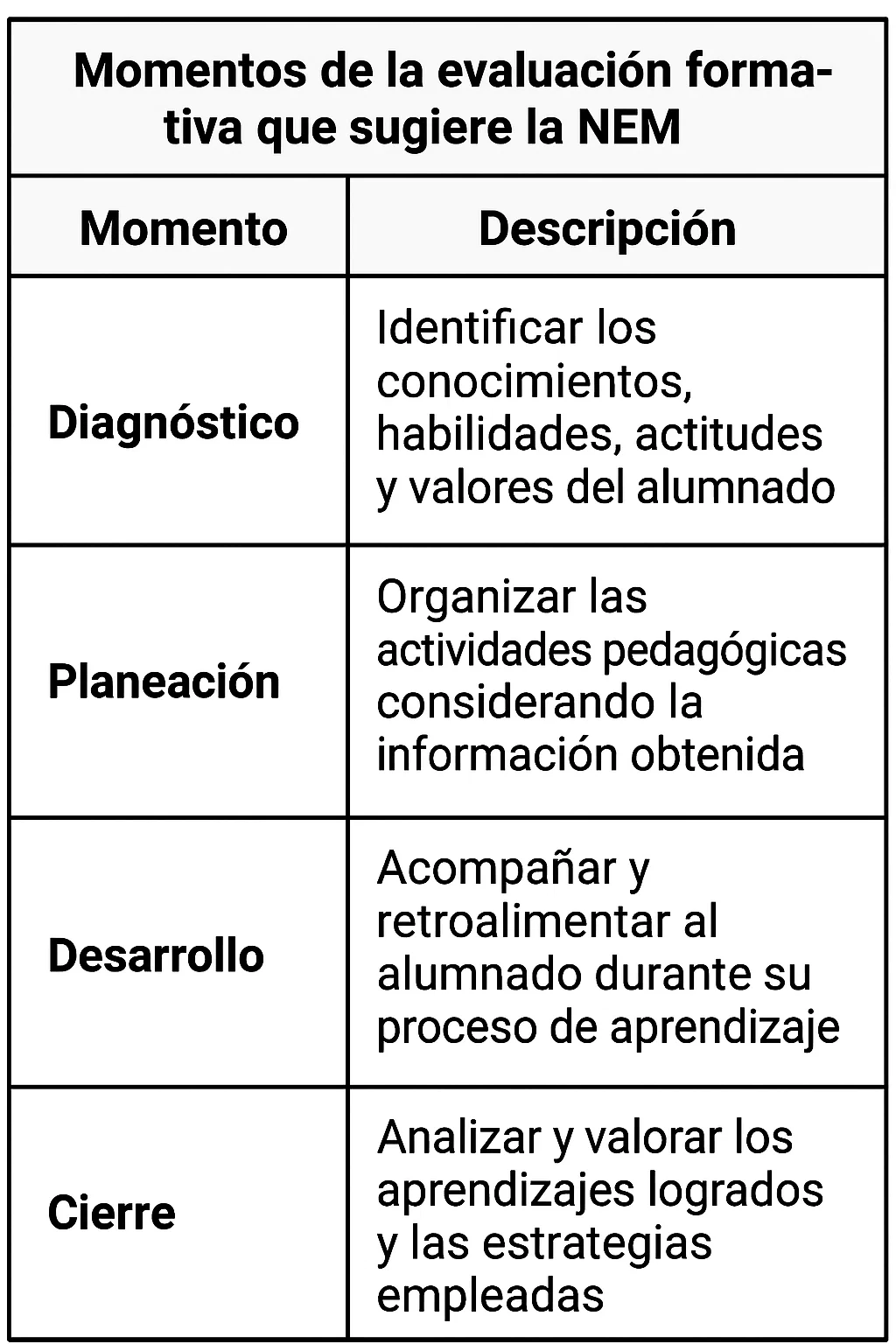

### Carácter diagnóstico
La evaluación formativa posee un carácter meramente diagnóstico, esto significa que se centra en individualizar aquellas ideas, capacidades y procesos que requieren de un trabajo adicional en si mismo para lograr una mejora en la práctica, sin embargo los alumnos no deben ser calificados ya que esto derivaría en encasillar a cada uno en una calificación que se volvería en su destino en el curso. Que la evaluación sea de carácter diagnóstico significa que toma en consideración los saberes del alumno, volviéndose el punto de partida para la creación de nuevas actividades.

### Modalidades
La evaluación formativa consta de tres modalidades de regulación: interactiva, retroactiva y proactiva. Aunque la interactiva es la modalidad por excelencia, y la modalidad retroactiva y proactiva suelen ser complementarias, es importante diferenciarlas.
- La regulación interactiva es mayormente instantánea y se lleva a cabo por medio de la comunicación entre el docente y el estudiante. El docente interpreta y da seguimiento al trabajo de los alumnos con diferentes estrategias discursivas y pedagógicas, tales como confirmaciones, repeticiones, ejemplos alternativos, o la reorganización de la formación, durante el proceso de aprendizaje.
- La regulación retroactiva se enfoca en la realización de actividades luego de los procesos evaluativos al finalizar un periodo institucional. Estos mismos tienen como objetivos el reforzar los contenidos vistos, y a su vez identificar las dificultades con el mismo. El docente de esta forma puede evaluar si se han logrado los objetivos esperados o no.
- Las regulación proactiva se enfoca en el provenir en relación con los resultados de las actividades retroactivas. En el caso de los estudiantes que no tienen dificultades con el contenido anterior, las nuevas actividades pueden programarse para ampliar lo aprendido, pero para los estudiantes que encontraron ciertos obstáculos, se le deberían presentar actividades formativas que no presenten dificultades adicionales.

### Evaluación formadora
La evaluación formadora, comparada con la formativa, se diferencia en el agente evaluador. Las evaluaciones formadoras son llevadas a cabo por los estudiantes, quienes se autorregulan. Para esto, es necesario que los objetivos y propósitos educativos sean comunicados y comprendidos; también deben apropiarse de los criterios e instrumentos de evaluación. Las evaluaciones formadoras pueden llevarse a cabo por medio de la autoevaluación, la coevaluación, y la evaluación mutua.

## La evaluación formativa en América Latina
Diversos estudios realizados en América Latina en contextos educativos de distinto nivel han podido demostrar que la evaluación formativa es una herramienta pedagógica potente cuando se integra genuinamente a las prácticas de enseñanza y aprendizaje. 
Un estudio llevado a cabo en 2017 por la Universidad Nacional de La Pampa, Argentina, analizó diversas prácticas de evaluación formativa implementadas en la Facultad de Ingeniería de la Universidad Nacional de Entre Ríos. A partir de este análisis, las investigadoras llegaron a una serie de conclusiones, estas son :
- La evaluación puede ser formativa cuando se articula de manera coherente con las actividades de enseñanza, permitiendo que los estudiantes aprendan a lo largo del propio proceso evaluativo.
- En todos los casos de evaluación formativa analizados existe un ejercicio de retroalimentación que favorece el aprendizaje.
- Se identificaron diversas formas de participación activa por parte de los estudiantes en la evaluación, como la autoevaluación, la evaluación entre pares y la valoración de las propuestas docentes mediante encuestas. Que favorecieron el aprendizaje de contenidos y promovieron la responsabilidad compartida.
- Se identificó que las prácticas evaluativas observadas no solo resultaron enriquecedoras para los estudiantes, sino también para los docentes, ya que implican momentos de análisis, revisión crítica, transformación y perfeccionamiento de su propio modo de enseñar
- Se evidenció que la evaluación se apoya en consignas y propuestas que requieren poner en juego habilidades cognitivas complejas, superando la simple memorización.
- Se encontró además que la evaluación formativa es valorada por los estudiantes como interesantes o significativas.

Por otro lado, en un estudio realizado en la Universidad César Vallejo, en Perú, basado en el análisis documental de estudios académicos referentes a la evaluación formativa en la educación superior se concluyó que ésta favorece el desarrollo de competencias fundamentales y profesionales en los estudiantes de nivel superior. Además, su implementación impacta positivamente, ya que facilita la adquisición de competencias, estimula la autorregulación del aprendizaje, mejora el rendimiento académico y contribuye al fortalecimiento de habilidades necesarias para su futuro desempeño profesional.
En contraste con los resultados de los artículos previamente mencionados, otro estudio de la misma universidad, centrado en las estrategias didácticas para una óptima evaluación formativa en educación primaria, concluyó que el concepto de evaluación formativa no está claro por la comunidad educativa de este nivel. Esta conclusión se obtuvo a través de una revisión sistemática de artículos presentados entre 2017-2021. Como consecuencia, este tipo de evaluación no es aplicada por la totalidad de los docentes. En el artículo, se destaca que a pesar de las iniciativas impulsadas por el Ministerio de Educación de Perú, muchos docentes de este país aún muestran resistencia al adoptarla ya que la entienden como una práctica que consume demasiado tiempo y es por esto que no es aplicada por la totalidad de docentes en su práctica pedagógica.